# Розбиті шматки (Пікар)
Розбиті шматки (Broken Pieces) — восьмий епізод першого сезону американського телевізійного серіалу «Зоряний шлях: Пікар». Сценарій епізоду написалв Майкл Шебон, режисування Майї Врілло. Перший показ відбувся 12 березня 2020 року.

## Зміст
За чотирнадцять років до подій фільму група ромуланських жінок збирається на Айї — Світі скорботи, у центрі восьмизіркової системи — наподібнювача єдиної сонячної системи з вісьмома зірками в центрі. О, напівоумуланка-напіввулканка, поясню жінкам, що вони ось-ось будуть учасницями «Повчання» — звістки від Попередників, які жили тут, про війну роботів, яка їх знищила. «Дехто з вас може збожеволіти від Одкровення» — попереджає О. І так стається: одна жінка стріляєє собі в голову дизраптором, інша розбиває чоло каменем, третя розриває обличчя. Лише одна жінка стоїть на місці — Нарісса. Після того, як вона підібрала єдину іншу, хто вижив після Попередження — свою тітку Рамду, відому ромуланську міфологиню — Нарісса запитує О, що їм потрібно зробити, аби зупинити кінець світу. О пояснює, що відповідь на людській планеті під назвою Марс, і три агенти Жат Ваш намагаються це зробити.
Нарісса розмовляє з Рамдою у комі на Артефакті. Вона розкриває, що Рамда — або, точніше, її знання Попередження — було тим, що змусило Борг відрізати цей куб від Колективу. Потім вона запитує одного зі своїх підлеглих, чи вони вистежили «відступника» — Елнора знайшли в кабінеті Г'ю.
Елнор в кабінеті і планує зіткнутися зі своєю болівійською армією. Він б'ється врукопашну з ромуланцями, доки його не здолають — і лише тому, що його зір був ослаблений спалахом світлової гранати. Допомога приходить з несподіваного напряму — прибуває Сьома-з-Дев'яти.
Пікар і Соджі переміщуаються на борт «La-Sirena». Ріос має напад паніки, коли бачить Соджі. Раффі запитує, чи Пікар насправді взагалі знає Соджі, і не зовсім здивована, коли Жан-Люк не може відповісти. Раффі повідомляє про веридієвий маячок в тілі Джураті.
Пікар викликає адміралку Кленсі, щоб розповісти їй, що він виявив. Він тріумфує, що його передчуття були правильними, і закликає послати ескадру зоряних кораблів на зустріч із ним у DS12. Він настільки схвильований, що не дає їй промовити жодного слова — і там, де вона погоджується з ним. Вона наказує йому сховатися на DS12, доки не прибуде посилена підмога. Пікар просто здійснює тріумфальний удар кулаком.
Раффі вирушає шукати на Ріоса й каже йому, що вони мали рацію щодо Джураті, яка вбила Меддокса, але не може його знайти. Щоразу, коли вона стикається з ним, це насправді одна з екстрених медичних голограм. Це гостинна голограма (американський акцент), медична (англійський) і тактична (іспанський акцент); а також Енох (ірландською) та «Ян» (шотландський акцент). Усі вони схожі на Ріоса, тому що він вибрав опцію самосканування. Тому вони вплинули на його особистість, коли він купив корабель. Кульмінацією є те, що Раффі збирає всіх п'ятьох разом. Тактична голограма повідомляє останню деталь: капітан «Ібн Маджида» Вандермер застрелився.
Сьома запускає програму саморегенерації боргів.
Пікар і Соджі говорять про Дейту. Жан-Люк визнає — із запізненням на двадцять років — що він любив Дейту. Але також згадує, що здатність Дейти проявляти і відчувати емоції була обмеженою — те, що у них обох було спільним. Соджі, дивлячись на це з точки зору свого батька, коментує, що Дейта, мабуть, теж любив його.
Коли Джураті прокидається, то пояснює примусове злиття розуму, яке О здійснила на ній, і видіння апокаліпсису, які вона отримала. Психічний блок не дозволяє їй говорити про образи детально. Це дало їй змогу краще зрозуміти методи Жат Ваш — вони вірять, що існує «поріг», за який синтетичне життя не повинно переступати. Свого часу дані не переступили цей поріг, але «смішний людський робот» — як Соджі — офіційно відповідає їхньому визначенню Діви Апокаліпсису. Вона пропонує передати себе Зоряному флоту, а після зустрічі із Соджі вирішує не завдавати їй шкоди.
Раффі входить до Ріоса і змушує його розповісти про події на «Ібн Маджиді». Ріос каже, що раніше він прикидався, ніби Вандермер був його батьком, подумки називаючи його «тато». Він пояснює, що під час патрулювання сектора Вайт «Ібн Маджид» підібрав невелике судно невідомого походження з двома пасажирами та сповістив Зоряний флот про перший контакт. Вони передали двох істот на борт — посла Прекрасну Квітку та помічницю Джану. Після обіду Вандермеєр убив їх обидвох: він отримав «директиву про чорний прапор» від Безпеки Зоряного Флоту. І якби Вандермеєр не підкорився, Зоряний Флот знищив би «Ібн Маджида». Після того, як Алонзо Вандермеєр був доведений до самогубства, Ріос допоміг із прикриттям. Через шість місяців Ріос був звільнений із Зоряного флоту, офіційно через посттравматичну дисфорію. Він показує їй малюнок Джани, яка виглядає точно так само, як Соджі;
Музікер пояснює, що вона дізналася: приблизно двісті-триста тисяч років тому вісім сонць були об'єднані штучним шляхом із планетою в центрі: Айя, світом скорботи, розміщеним у місці, настільки відверто штучному, що ніхто не міг його не помітити. Ромуланці сприйняли Настанову серйозно, створивши Жат Ваш. Коли Нуньєн Сінгх почав створювати своїх андроїдів, «Жат Ваш» послав О, стати «кротом» в Зоряному Флоті, і зрештою вона піднялася до голови Безпеки Зоряного Флоту. Весь час з одним завденням: зупинити дослідження Федерації щодо синтетичних форм життя. Раффі також об'єднує те, що ромуланці знайшли попередження від колишньої цивілізації про жахи розвиненого синтетичного життя. Жат Ваш послав О проникнути на Зоряний флот й спровокувати атаку на Марс — як частину плану проти синтетів. Почувши це, Соджі активує спогади, і вона планує курс до свого дому, за яким все ще слідує Нарек.
Сьома-з-Дев'яти з'єднується з Кубом і дронами Борга, які перебувають на ньому в стазисі, але ромуланці вбивають усіх дронів, викидаючи їх у космос. Коли Нарісса повертається з цього завдання, декілька xB перемагають її. Їй ледве вдалося втекти через аварійний промінь, і Сьома повертається до роботи з відновлення статусу Артефакту, придатного для відкритого космосу.
Тоді ромуланці залишають Артефакт і готуються до вторгнення у світ синтетів.
«Ла-Серена» летить до планети Соджі трансварповими тунелями боргів.

## Створення
Музичну тему до серіалу написав Джефф Руссо

## Сприйняття та відгуки
На сайті «Rotten Tomatoes» епізод отримав 100 % підтримки на основі відгуків 18 критиків. В резюме зазначено: «Незважаючи на те, що „Broken Pieces“ утруднений сповільненнями викладу та деякими раптовими викриттями, „Broken Pieces“ забезпечує емоційно хвилююче налаштування для останніх розділів „Пікара“».
В огляді «StarTrek.com» зазначалося: «На початку восьмого епізоду „Star Trek: Picard“ ми нарешті дізнаємося правду про „Жат Ваш“ — правду, яка, якщо ви її знатимете, може зруйнувати ваш розум. У Соджі є власні плани (тепер вона повністю активована, включаючи її спогади), які не передбачають очікування оперативної групи Зоряного Флоту. Натомість вона готова йти додому. І це саме те, куди „Ла-Серена“ веде її — з Нареком на хвості.»
«Den of Geek»: «„Зоряний шлях: Пікар“ скинув на нас багато інформації у своїй восьмій частині, „Broken Pieces“. Але сценарист і шоуранер Майкл Шебон робить це з виразністю персонажів, розташувавши більшу частину дії на кораблі „Ла-Серена“. І дозволити теоретику змови Раффі зібрати розбиті шматочки за нас. Відповіді менш захоплюючі, ніж, можливо, хотів би Пікар, але — процес їх пошуку, який розкриває важливу передісторію багатьох повторюваних персонажів, робить цей епізод стрімким.»
«Tor.com»: «Епізод викликав сильну ностальгічну насолоду, але він також рухає історію вперед, не потонувши в цій ностальгії. Занадто часто, коли „Trek“ повертається до свого минулого, воно загорнуте в справді нецікаву історію. Однак коли це робиться правильно, то може бути прекрасною річчю.»
«TV Tropes» здійснює детальний розбір аналогій, неспівпадінь та недоречностей епізоду.
Лорі Ольстер з «TrekMovie.com» зазначено: «Цей епізод, безсумнівно, стане улюбленим для шанувальників і був одним із найкращих на сьогоднішній день завдяки приходу Пікара та Соджі на Непенте, де вони проводять деякий час з Віллом Райкером, Діаною Трой та їхньою дочкою Кестрою. Почувши, як Джонатан Фрейкс каже, що він і Марина Сіртіс спочатку не були в серіалі, а їх додали пізніше, я не можу не дивуватися, як би сценаристи досягли стільки без них. Це такий же важливий візит для Соджі, як і для Пікара.»
«IGN»: «Після потужного виходу минулого тижня, „Зоряний шлях: Пікар“ дещо спотикається з епізодом 8, „Broken Pieces“, оскільки сценаристи намагаються з'єднати різні сюжетні нитки, що йдуть до останньої частини сезону. „Broken Pieces“ має відповідну назву, оскільки складається враження, що багато дрібниць цього сезону зібрано разом у спробі спростити речі — оскільки ми прямуємо до останніх двох епізодів сезону. І, як не дивно, серед усього цього Патрік Стюарт, здається, не такий вже й важливий для процесу. Тут все ще багато цікавого, але те, що Пікар залишився позаду, у поєднанні з історією Сьомої цього тижня, робить Жана-Люка трохи другоплановим.»
На сайті «IMDb» станом на вересень 2023 року епізод отримав 7.8 з 10 зірок схвалення при 4200 голосах.

## Знімались
| Актор            | Роль                    |
| ---------------- | ----------------------- |
| Патрік Стюарт    | Жан-Люк Пікар           |
| Елісон Пілл      | Агнес Джураті           |
| Іза Бріонес      | Соджі                   |
| Еван Евагора     | Елнор                   |
| Мішель Герд      | Раффі Музікер           |
| Сантьяго Кабрера | Крістобаль Ріос         |
| Джері Раян       | Сьома-з-Дев'яти         |
| Пейтон Ліст      | Нарісса Різзо           |
| Темлін Томіта    | Коммодор О              |
| Ребекка Вісоцки  | Рамда                   |
| Енн Магнусон     | Кірстен Кленсі          |
| Дерек Вебстер    | ромуланський охоронець  |
| Джейн Кім        | перша жінка з Тал-Шаару |
| Кендра Мангер    | друга жінка з Тал-Шаару |
| Ернесто Чаверрі  | колишній боргу          |
| Наталі Діас      | членкиня Жат-Ваш        |
| Аліма Дорсі      | ромуланська охоронкиня  |
| Акіхіро Нага     | ромуланський охоронець  |